# Verfügungstechnik
Verfügungstechnik und Aktenvermerke sind Instrumente, um einen verwaltungsinternen Vorgang zu steuern, Geschehenes
zu dokumentieren und Folgendes anzuleiten. Einzelheiten können in einer Geschäftsordnung oder einem Aktenplan geregelt sein.

## Hintergrund
Eine Aktenverfügung, die nach dem Prinzip der Verfügungstechnik erstellt worden ist, wird nummeriert und kann in logischer Abfolge nacheinander abgearbeitet werden. Die letzte Verfügungsziffer gibt stets an, was mit der Akte geschehen soll, wenn die verfügten Maßnahmen der Reihe nach ergriffen worden sind:
Wiedervorlage (Wv.)
mit Kalenderdatum oder – weniger sinnvoll, weil deutungsanfällig – mit einer nach Zeiträumen bemessenen Frist (Wochen, Monate, Jahre). Bei Erreichen des Wiedervorlagezeitpunktes ist die Akte dem zuständigen Bearbeiter wieder vorzulegen. Der Verfügungsschritt kann durch eine Angabe ergänzt werden, was bei der Wiedervorlage zu tun bzw. zu prüfen sei, z. B. „Wv: 3 Wochen – Antwort Hr. Müller?“. Es kann auch angegeben werden, dass der Vorgang bei einer anderen Stelle vorzulegen sei, z. B. „Wv. 01.03.2016 Ref. IV A 2“.
zum Vorgang (z. V.)
Ist der durch das Aktenzeichen angegebenen Akte hinzuzufügen, bis sie durch eine äußere Bedingung (die zum Zeitpunkt der Verfügung noch nicht feststehen muss) wieder auf den Tisch kommt.
zur Sammlung (z. Slg.)
analog „z. V.“, jedoch mit dem Unterschied, dass in der Akte Vorgänge gesammelt werden (z. B. auf ein Rundschreiben), bevor die äußere Bedingung als eingetreten gelten soll.
zu den Akten (z. d. A.)
Eine Bedingung zur erneuten Bearbeitung soll nicht festgelegt werden. Diese Schlussverfügung bedeutet nicht, dass die Akte bei erwartetem Gang der Dinge nicht mehr zur Hand genommen werden solle, sondern nur, dass die Akte erst durch einen noch nicht zu definierenden Anstoß (innerer oder äußerer Art) wieder in den Geschäftsgang gelangt.
Weglegen (Wgl.)
Weglegesachen sind solche, die nicht aus rechtlichen Gründen verwahrt werden müssen und bei denen nicht damit zu rechnen ist, dass sie jemals wieder von Belang werden könnten. Sie werden als Weglegesachen gesammelt und, wenn innerhalb von Jahresfrist keiner danach verlangt, vernichtet.
Außerhalb der allgemeinen Verwaltung wird mitunter etwas anders verfahren. Besondere Vermerke sind der Schlussvermerk und die Abverfügung. Beim Schlussvermerk wird der Vorgang „geschlossen“ (d. h. beendet) und die Akte abgelegt. Häufig gibt es hierfür Vordrucke. Die Verfügungsanweisungen „Weglegen“ oder „Ablegen“ beendet das Verfahren in einem Verfügungspunkt. Bei der Abverfügung hingegen wird die Akte an eine andere Stelle zur weiteren Bearbeitung geschickt. Bei Staatsanwaltschaften finden sich solche Abverfügungen (sogenannte „u. m. A.“-Verfügung, Abkürzung für „urschriftlich mit Akte“) für die Weiterleitung einer Ermittlungsakte an das Gericht nebst Anklageschrift. In Anwaltskanzleien finden sich solche Abverfügungen als Verfügung „abrechnen“. Dies überstellt die Akte zu einem Angestellten, der Rechnungen fertigt und sich in der Regel um die Eintreibung des Honorars kümmert.

## Beispiel
Eine typische Verfügung mit fünf Verfügungspunkten sieht z. B. wie folgt aus:
```
Vfg.
```

```
  I. Kopie Bl. 1–9, 11, 15–32 an
```

```
     Abt. II
     Herrn Mustermann o.
 
V.
 
i.
 
A.
```

```
mit Anschreiben:
```

```
     „Sehr geehrter Herr …,
```

```
     anliegenden Aktenauszug übersende ich mit der Bitte um Prüfung,
     ob aus Ihrer Sicht Anlass zur Einleitung eines weiteren Verfahrens besteht.“
```

```
 II. Duplo-Akte fertigen.
```

```
III. Akte an RA Schulze, Bl. 19 d.
 
A. zur Einsicht für 3 Tage.
```

```
 IV. WV: 1 Wo – Akte retour?
```

```
  V. Rotfrist notieren: 15. Mai 2013 Verjährung
                  – 
Paraphe
, Tagesdatum
```

## Beispiele für Geschäftsgang- bzw. Bearbeitungsvermerke
(Beispiele können von Arbeitsort zu Arbeitsort abweichen.)
| Kennzeichnung | Bedeutung                                                         |
| ------------- | ----------------------------------------------------------------- |
| ^             | nach Abgang vorzulegen                                            |
| Ø             | Kopie                                                             |
| b. R.         | bitte Rücksprache                                                 |
| b. V.         | bitte Vortrag                                                     |
| EILT          | bevorzugt zu bearbeiten                                           |
| erl.          | Anweisung ist erledigt                                            |
| f. R.         | fernmündliche Rücksprache                                         |
| SOFORT        | unverzüglich zu bearbeiten                                        |
| u. m. A.      | urschriftlich mit Akten                                           |
| V             | höherem Dienstposten vorzulegen                                   |
| z. d. A.      | zu den Akten                                                      |
| z. K.         | zur Kenntnisnahme (wenn hierarchisch nach unten gehend)           |
| z. g. K.      | zur gefälligen Kenntnisnahme (wenn hierarchisch nach oben gehend) |
| z. V.         | zum Vorgang                                                       |
| z. w. V.      | zur weiteren Veranlassung                                         |